# Прва битка код Панипата
Прва битка код Панипата (1526) била је одлучујућа победа Монгола (Тимуриди) над Афганским Царством у борбама за превласт у Индији.

## Битка
У тежњи да обнови раскомадану Тамерланову империју, Тамерланов потомак Бабур кренуо је 1526. у освајање Индије. У одлучујућој бици код Панипата у источном делу Панџаба, око 90 км северозападно од Делхија, поразио је 21. априла 1526. Ибрахима Лодија (енгл. Ibrahim Khan Lodi), номиналног владара Афганске Империје.

## Последице
Овом победом Бабур је срушио исламски Делхијски султанат и основао моћну Могулску (Монголску) Империју и династију Могула у Индији.